# ENDOG
ENDOG (англ. Endonuclease G) – білок, який кодується однойменним геном, розташованим у людей на короткому плечі 9-ї хромосоми. Довжина поліпептидного ланцюга білка становить 297 амінокислот, а молекулярна маса — 32 620.
| 10         |  | 20         |  | 30         |  | 40         |  | 50         |
| ---------- |  | ---------- |  | ---------- |  | ---------- |  | ---------- |
| MRALRAGLTL |  | ASGAGLGAVV |  | EGWRRRREDA |  | RAAPGLLGRL |  | PVLPVAAAAE |
| LPPVPGGPRG |  | PGELAKYGLP |  | GLAQLKSRES |  | YVLCYDPRTR |  | GALWVVEQLR |
| PERLRGDGDR |  | RECDFREDDS |  | VHAYHRATNA |  | DYRGSGFDRG |  | HLAAAANHRW |
| SQKAMDDTFY |  | LSNVAPQVPH |  | LNQNAWNNLE |  | KYSRSLTRSY |  | QNVYVCTGPL |
| FLPRTEADGK |  | SYVKYQVIGK |  | NHVAVPTHFF |  | KVLILEAAGG |  | QIELRTYVMP |
| NAPVDEAIPL |  | ERFLVPIESI |  | ERASGLLFVP |  | NILARAGSLK |  | AITAGSK    |

A: Аланін

C: Цистеїн

D: Аспарагінова кислота

E: Глутамінова кислота

F: Фенілаланін

G: Гліцин

H: Гістидин

I: Ізолейцин

K: Лізин

L: Лейцин

M: Метіонін

N: Аспарагін

P: Пролін

Q: Глутамін

R: Аргінін

S: Серин

T: Треонін

V: Валін

W: Триптофан

Кодований геном білок за функціями належить до гідролаз, нуклеаз, ендонуклеаз. 
Білок має сайт для зв'язування з іонами металів, іоном магнію, іоном марганцю. 
Локалізований у мітохондрії.